# Berkeley DB
Berkeley DB (BDB) è un database management system per sviluppatori che tramite licenza open source può essere utilizzato sulla maggior parte dei sistemi operativi, inclusi sistemi embedded Linux, Linux, macOS, QNX, UNIX, VxWorks e Windows.
Berkeley DB fu sviluppato all'Università di Berkeley, una parte relativa alle transazioni dalla BSD 4.3 sino alla release 4.4, nello sforzo di rimuovere l'ostacolo costituito dalla parte di codice AT&T.
Agli autori di Berkeley DB fu chiesto da Netscape di implementare ed estendere le librerie per nuovi dispositivi hardware. La versione 1.85 fu allora dotata di quanto richiesto da un LDAP server e per sfruttare il browser web Netscape.
Queste funzionalità condussero alla costituzione della Sleepycat Software, azienda successivamente acquisita da Oracle Corporation nel febbraio 2006. Il software Berkeley DB è pubblicato attraverso le licenze Sleepycat Public License e OSI ed approvato dalla FSF.
Il pacchetto software viene distribuito completo di codice sorgente, tools di configurazione, suite di test e di documentazione. La qualità del codice, la generale utilità in molti campi abbinata alla licenza open source ha fatto sì che esso sia usato in un gran numero di programmi di tipo open source. Coloro che non desiderano rimanere nei termini d'uso della Sleepycat Public License hanno la scelta di acquistare una licenza proprietaria da Oracle Corporation. Questa soluzione commerciale è chiamata dual licensing doppia licenza.
Berkeley DB include un'interfaccia compatibile per alcune storiche librerie di database UNIX: dbm, ndbm e hsearch.

## Prodotti
- Oracle Berkeley DB,
- Berkeley DB Java Edition
- Berkeley DB XML